# 林郁方
林郁方（1951年3月15日—），中華民國政治人物，高雄杉林客家人，維吉尼亞大學國際政治學博士，曾代表新黨、親民黨以及中國國民黨连任五屆立法委員。

## 生平
曾任行政院國家建設研究班講座、三軍大學戰爭學院兵學研究所講座及淡江大學美國研究所副教授。1991至1995年任淡江大學國際事務與戰略研究所副教授兼所長。 1992年迄今任三軍大學戰爭學院戰略研究所榮譽講座。1994年曾支持吳伯雄競選臺灣省長。1995年任林洋港主導成立的財團法人明德安和文教基金會執行長，後改任執行董事，兼林洋港1996年總統選舉的發言人。
1995年12月，當選第3屆新黨全國不分區立法委員，後任新黨立法院黨團總召集人。1998年12月，轉戰高雄市北區立法委員，因新黨分裂，以五千票之差敗選，連任失利，這也是他首場敗仗。後任淡江大學國際事務與戰略研究所教授，並加入宋楚瑜競選總統陣營。2001年12月，以第一高票當選第5屆區域立法委員，重返立院，並兼任行政院大陸委員會諮詢委員。2004年12月，以第四高票連任第6屆區域立法委員。
2005年底，因扁宋會宣布退出親民黨，並於隔年加入中國國民黨。2006年，參與施明德發起的百万人民倒扁运动，並擔任副總指揮。
2008年1月實施單一選區兩票制后，以58.2%當選臺北市第五選舉區立法委員，擊敗上屆以些微差距連任失利的前立委段宜康。2012年1月，以55.2%當選臺北市第五選舉區立法委員，擊敗泛綠大老、前立委顏錦福之女，資深臺北市議員顏聖冠，其所得之十萬餘票至今在該選區仍無人突破。
2016年1月，以6,571票的差距敗給民進黨禮讓的時代力量林昶佐，無緣連任，17年來首度落選，結束擔任五屆立法委員的政壇生涯。2020年1月，再次以5,416票的差距敗給了退出時代力量尋求連任的無黨籍立委林昶佐，吞下兩連敗。

## 選舉紀錄
| 年度 | 選舉屆數           | 選舉區           | 所屬政黨   | 得票數    | 得票率 | 當選標記     | 備註         |
| ---- | ------------------ | ---------------- | ---------- | --------- | ------ | ------------ | ------------ |
| 1995 | 第三屆立法委員選舉 | 全國不分區選舉區 | 新黨       | 1,222,931 | 13.0%  |              |              |
| 1998 | 第四屆立法委員選舉 | 高雄市第一選舉區 | 新黨       | 43,159    | 9.83%  |              |              |
| 2001 | 第五屆立法委員選舉 | 臺北市第二選舉區 | 親民黨     | 53，229   | 8.84%  |              | 選區第一高票 |
| 2004 | 第六屆立法委員選舉 | 臺北市第二選舉區 | 親民黨     | 48,856    | 8.31%  |              |              |
| 2008 | 第七屆立法委員選舉 | 臺北市第五選舉區 | 中國國民黨 | 87,448    | 58.23% | 本屆選制更改 |              |
| 2012 | 第八屆立法委員選舉 | 臺北市第五選舉區 | 中國國民黨 | 100,292   | 55.25% |              |              |
| 2016 | 第九屆立法委員選舉 | 臺北市第五選舉區 | 中國國民黨 | 76,079    | 45.58% |              |              |
| 2020 | 第十屆立法委員選舉 | 臺北市第五選舉區 | 中國國民黨 | 76,437    | 41.94% |              |              |

## 外部連結
- 立法院全球資訊網－立法委員－林郁方委員簡介 （页面存档备份，存于）
- 立法院全球資訊網－立法委員－林郁方委員簡介 （页面存档备份，存于）
- 立法院全球資訊網－立法委員－林郁方委員簡介 （页面存档备份，存于）
- 立法院全球資訊網－立法委員－林郁方委員簡介 （页面存档备份，存于）
- 立法院全球資訊網－立法委員－林郁方委員簡介 （页面存档备份，存于）
- 林郁方的Facebook專頁
- 林郁方臉書 （页面存档备份，存于）